# Campionati europei di atletica leggera indoor 1989 - Getto del peso maschile

## Risultati
| Pos | Nome                 | Nazione          | Risultato | Note |
| --- | -------------------- | ---------------- | --------- | ---- |
| 1   | Ulf Timmermann       | Germania Est     | 21.68     |      |
| 2   | Karsten Stolz        | Germania Ovest   | 20.22     |      |
| 3   | Georg Andersen       | Norvegia         | 20.22     |      |
| 4   | Vyacheslav Lykho     | Unione Sovietica | 20.16     |      |
| 5   | Karel Šula           | Cecoslovacchia   | 20.11     |      |
| 6   | Erik de Bruin        | Paesi Bassi      | 19.71     |      |
| 7   | Helmut Krieger       | Polonia          | 19.51     |      |
| 8   | Janne Ronkainen      | Finlandia        | 19.31     |      |
| 9   | Dimitrios Koutsoukis | Grecia           | 18.93     |      |
| 10  | Aubert Tréguilly     | Francia          | 18.30     |      |
| 11  | Matt Simson          | Gran Bretagna    | 17.38     |      |
| 12  | Pétur Guðmundsson    | Islanda          | 17.17     |      |